# 鵜来島

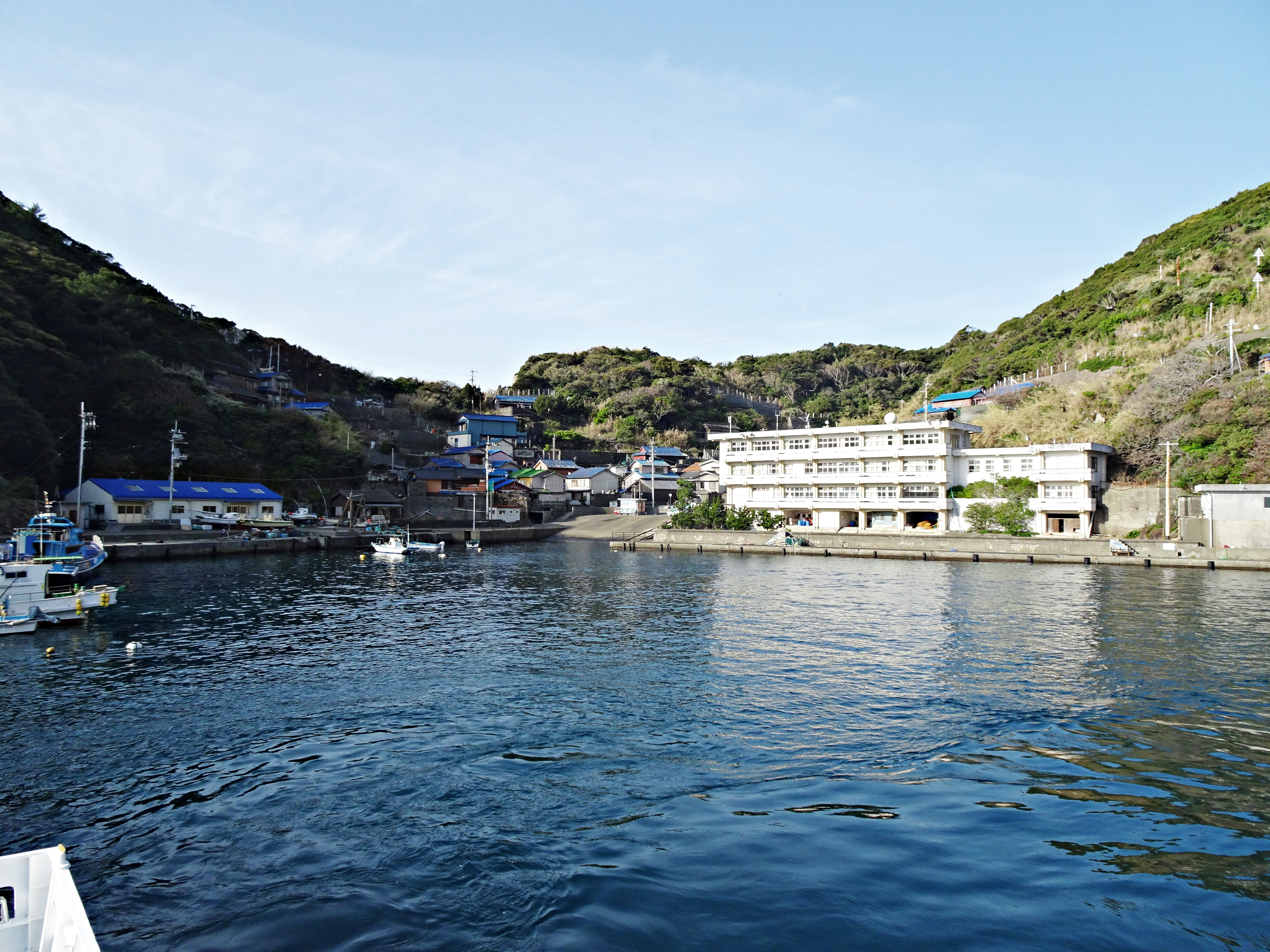
鵜来島の集落

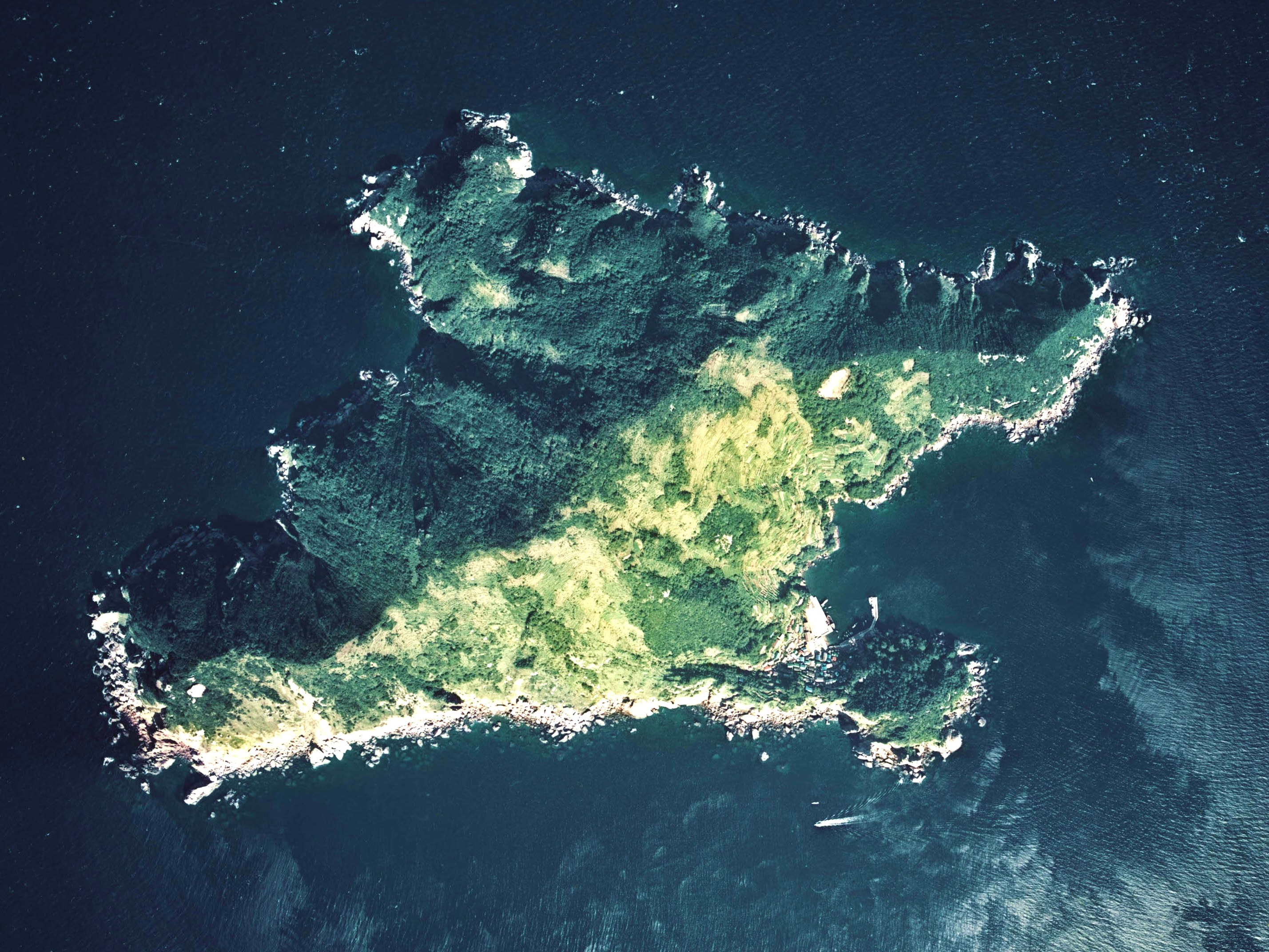
（1975年）

鵜来島（うぐるしま）は太平洋上、高知県宿毛市の沖合にある島。足摺宇和海国立公園に指定されている。

## 概要
宿毛市片島の沖合約23kmに位置する。面積1.31平方キロメートル。周囲6.7km。最高地点は標高252mの龍頭山である。水成岩より成る約1億年前の白亜紀地層の島で断崖絶壁が多い。
行政区分は高知県宿毛市沖の島町に属す。集落は鵜来島地区の一つだけである。家々は山の斜面に建ち島内に車の通れる道路はない。そのため自動車は全くない。沖の島支所連絡所や漁協がある。人口は18人（2023年10月現在）。休校中の鵜来島小中学校はコミュニティセンターとして活用されている。診療所はなく医師が定期的に巡回している。磯釣りやマリンスポーツの島として人気を集めている。商店の類はなく食品が販売されている店舗はない。島内には飲料の自動販売機が1台のみ存在する。

## 歴史
- 鎌倉〜室町時代頃から人が住み始めるようになったと推測されている。藩政時代には伊予宇和島藩に属しており、政治犯などの流刑地にされていた歴史を持つ。
- 明治時代に入ると隣接する沖の島・姫島と共に高知県に転入される。
- 昭和の太平洋戦争時には四国防衛の要衝として沖の島区域の基地化が進められる。鵜来島には大砲などが整えられ着々と本土決戦の準備が進み1945年（昭和20年）8月には全島民に強制疎開命令が出る。しかし、直後に終戦となり鵜来島が戦場となることはなかった。現在も基地跡などの遺構が残っている。

## 観光
- 龍頭山 - 252m。太平洋戦争当時の砲台跡や弾薬庫、兵舎跡などが残っている。
- 集落活動センター鵜来島 - 2016年（平成28年）4月1日に開所[3]。

## 交通
- 宿毛市営定期船

宿毛市片島港乗り場より午前7時と午後2時半の1日2便運航。

## その他
- 2009年10月25日と翌週の11月1日のワンステップ!にて、イノシシ被害を防ぐ目的で紹介された。このとき、出演者が『鵜が来る島にイノシシが来ちゃいましたね』と言っていた。